# Іакоба Італелі
Іакоба Італелі — генерал-губернатор Тувалу 16 квітня 2010 року. — 22 серпня 2019
В 2006—2010 роках був міністром освіти, спорту і охорони здоров'я в уряді Апісаі Іелеміа. Його молодший брат Ісая Італелі в 2010 році деякий час був головою парламенту.
Іакоба Італелі здобув популярність в 2013 році, коли після літніх довиборів до парламенту, що принесли більшість опозиції, скликав, незважаючи на парламентські канікули, позачергове засідання, на якому було поставлено вотум недовіри прем'єр-міністру Віллі Телаві, в результаті якого той був зміщений і замінений на лідера опозиції Енель Сопоага. Новий уряд, зокрема, відмовилося від визнання незалежності Абхазії та Південної Осетії. Протест Віллі Телаві до королеви Єлизавети II з вимогою відставити Італелі за перевищення повноважень не мали наслідків.